# Brachyplatystoma filamentosum
Brachyplatystoma filamentosum és una espècie de peix de la família dels pimelòdids i de l'ordre dels siluriformes.

## Morfologia
- Els mascles poden assolir 360 cm de longitud total[4] i 200 kg de pes.[5][6]

## Alimentació
Menja peixos, tot i que, en alguns trams de l'Amazones, hom diu que micos i humans poden formar part de la seua dieta.

## Hàbitat
És un peix demersal i de clima subtropical.

## Distribució geogràfica
Es troba a Sud-amèrica: conques dels rius Amazones i Orinoco, i principals rius de les Guaianes i del nord-est del Brasil. També és present a l'Argentina.

## Estat de conservació
Es troba en perill d'extinció a causa de la sobrepesca.

## Observacions
La seua carn és de qualitat excel·lent.